# سوانتون (اوهایو)
سوانتون (به انگلیسی: Swanton) یک روستا در ایالات متحده آمریکا است که در اوهایو واقع شده‌است. سوانتون ۸٫۱۱ کیلومتر مربع مساحت و ۳٬۶۹۰ نفر جمعیت دارد و ۲۰۸ متر بالاتر از سطح دریا واقع شده‌است.